# 701년

## 연호
- 무주(武周) 구시(久視) 2년 / 대족(大足) 원년 / 장안(長安) 원년
- 일본(日本) 다이호(大宝) 원년
- 발해(渤海) 천통(天統) 4년

## 기년
- 신라(新羅) 효소왕(孝昭王) 10년
- 발해(渤海) 고왕(高王) 4년
- 무주(武周) 측천황제(則天皇帝) 12년

## 사건
- 10월 30일 - 교황 요한 6세, 85대 로마 교황으로 취임.

## 탄생
- 당나라의 시인 이백
- 일본 나라 시대(奈良時代) 쇼무 천황의 황후 고묘 황후

## 사망
- 9월 8일 - 교황 세르지오 1세, 84대 로마 교황.
- 고구려(高句麗)의  문신(文臣) 연남산(淵男産)